# Дровосек узкополосый
Дровосек узкополосый (лат. Rhabdoclytus acutivittis)  — вид жуков подсемейства настоящих усачей (Cerambycinae) из семейства усачей (Cerambycidae). Распространён в Приморском крае и на Сахалине; вне России встречается в Японии, Корее и северо-восточной части Китая. Взрослый жук длиной от 12 до 19 мм. Личинки развиваются в древесине клёна, граба, груши, ясеня, вяза, дуба и некоторых других пород. Личинка окукливается в древесине в мае после третьей зимовки. Лёт имаго с июня по август.